# Escalier Gabriel (Dijon)
Pour les articles homonymes, voir Escalier Gabriel.
L'escalier Gabriel ou escalier des États est un escalier du palais des ducs et des États de Bourgogne situé à Dijon, dans son secteur sauvegardé. Il doit son nom à l'architecte Jacques Gabriel qui l'a créé.

## Histoire
Les États de Bourgogne étaient composés de représentants des trois ordres : noblesse, clergé et Tiers État, qui s'assemblaient tous les trois ans pour voter l'impôt et prendre les décisions importantes pour l'administration de la province. En 1730, ils décidèrent de faire construire un grand escalier pour une entrée cérémonielle dans leur salle des séances ; sous cet escalier serait aménagé un lieu nécessaire à la conservation des archives de la province de Bourgogne. L'escalier a été réalisé par le premier architecte du Roi, Jacques Gabriel (1667-1742), de 1733 à 1737. Cet escalier est un ouvrage remarquable par sa structure architecturale et par le décor sculpté déjà marqué par le style rocaille. Il comprend deux volées de larges marches séparées par un palier de repos. La seconde volée est encadrée de tribunes de pierre munies de grilles en fer forgé. Sous l'escalier sont aménagées des salles qui servent toujours à la conservation des archives locales. Accessible par la cour de Flore, l'escalier mène au salon Apollon, l'antichambre de la salle des États. Au sommet de la porte menant à l'extérieur du palais, le blason du royaume de France, entouré des colliers des ordres de Saint-Michel et du Saint-Esprit, et surmonté d’une couronne royale, est tenu par deux anges agenouillés. Celui de droite souffle dans une trompette de la renommée tandis que celui de gauche apporte une couronne de laurier. De part et d’autre, les niches abritent des statues à l’antique, en plâtre. L'escalier a été restauré en 1999.

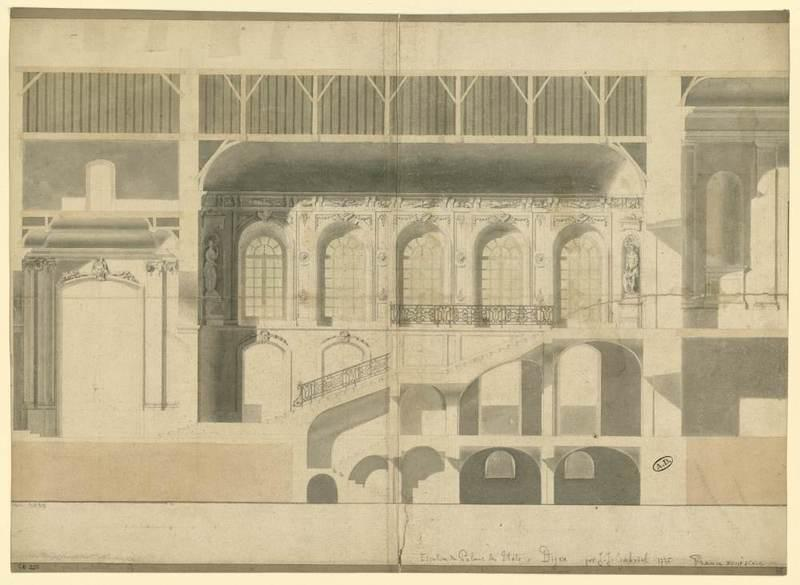
Plan des escaliers par Jacques Gabriel
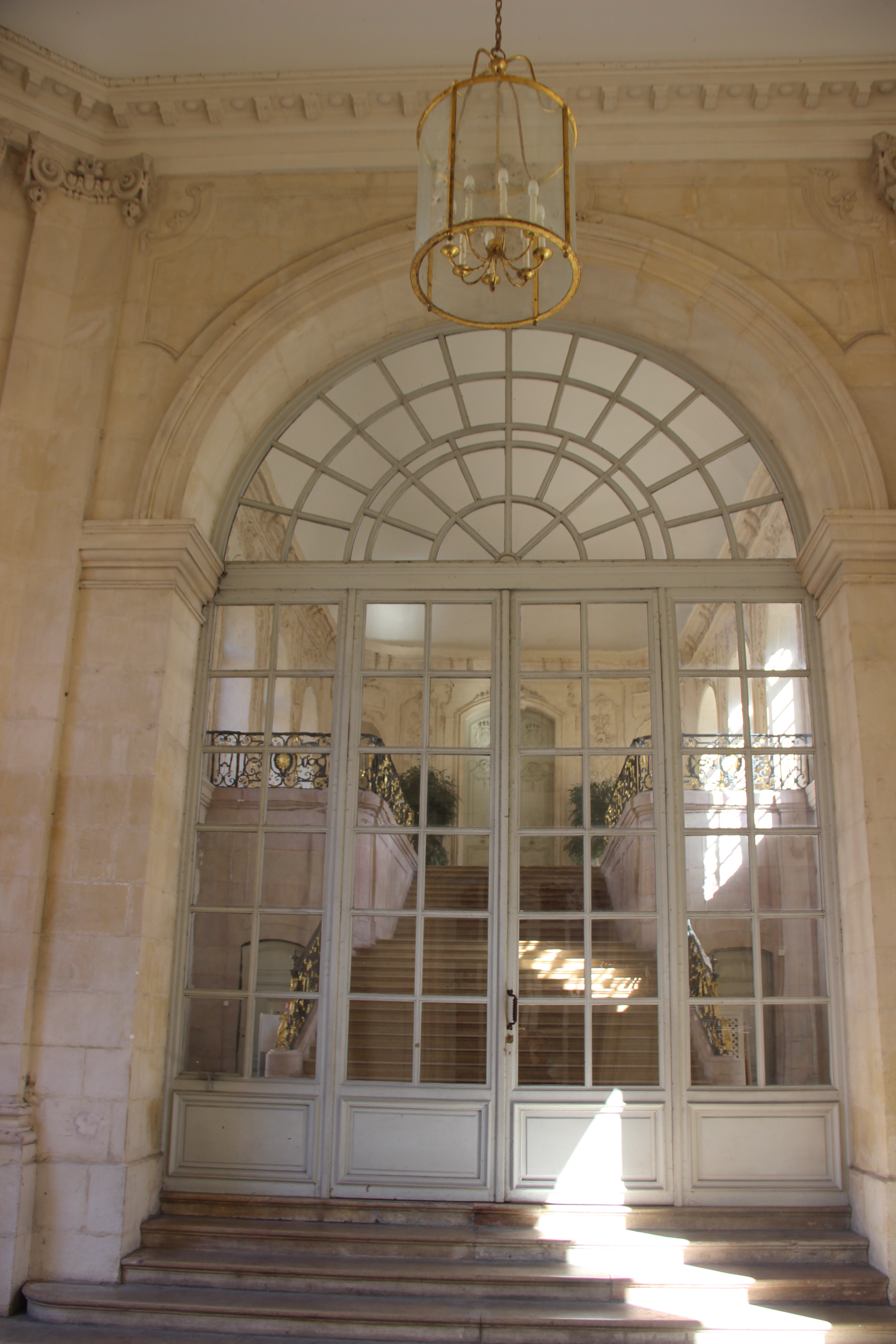
Vue depuis le vestibule
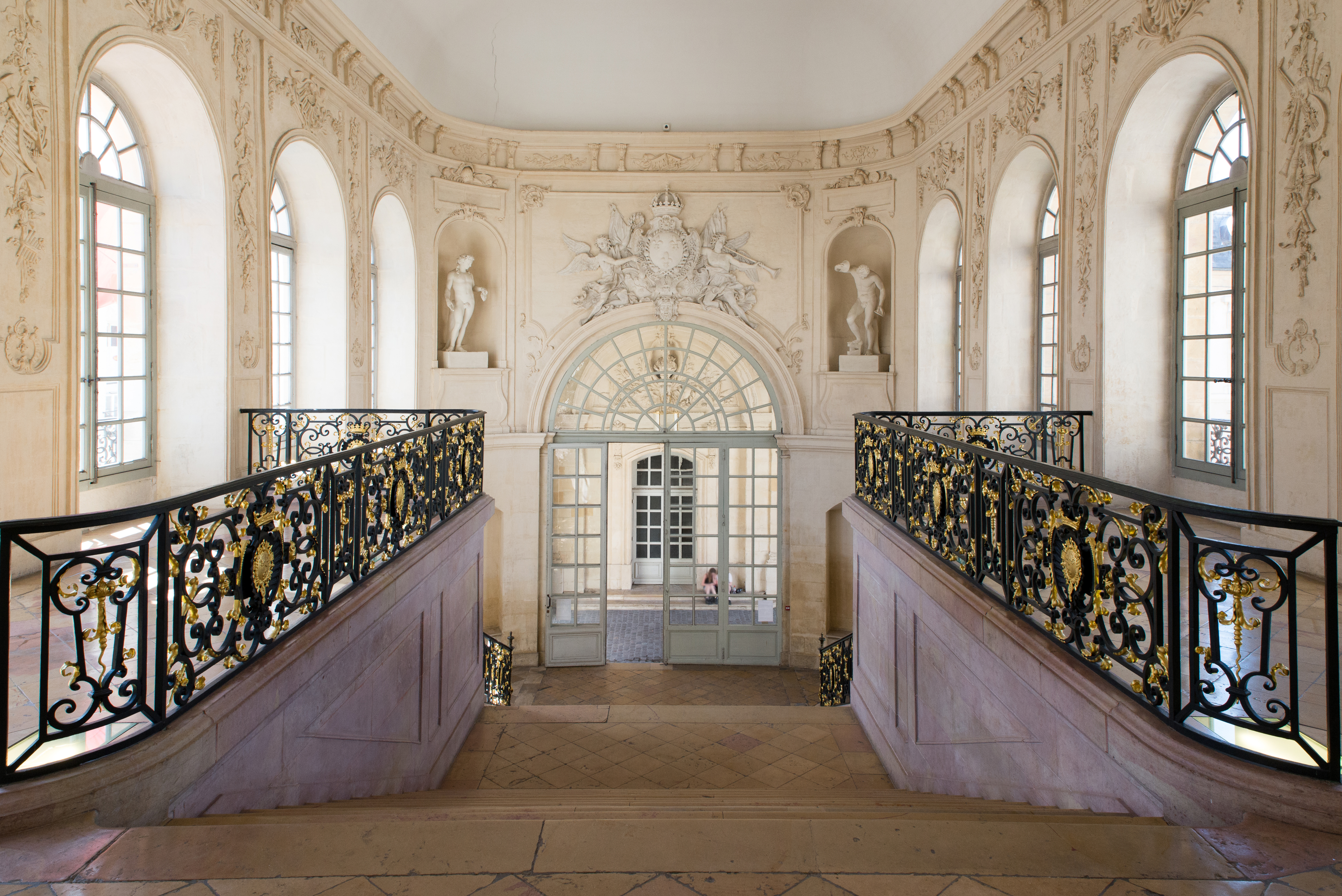
Vue depuis le haut de l'escalier
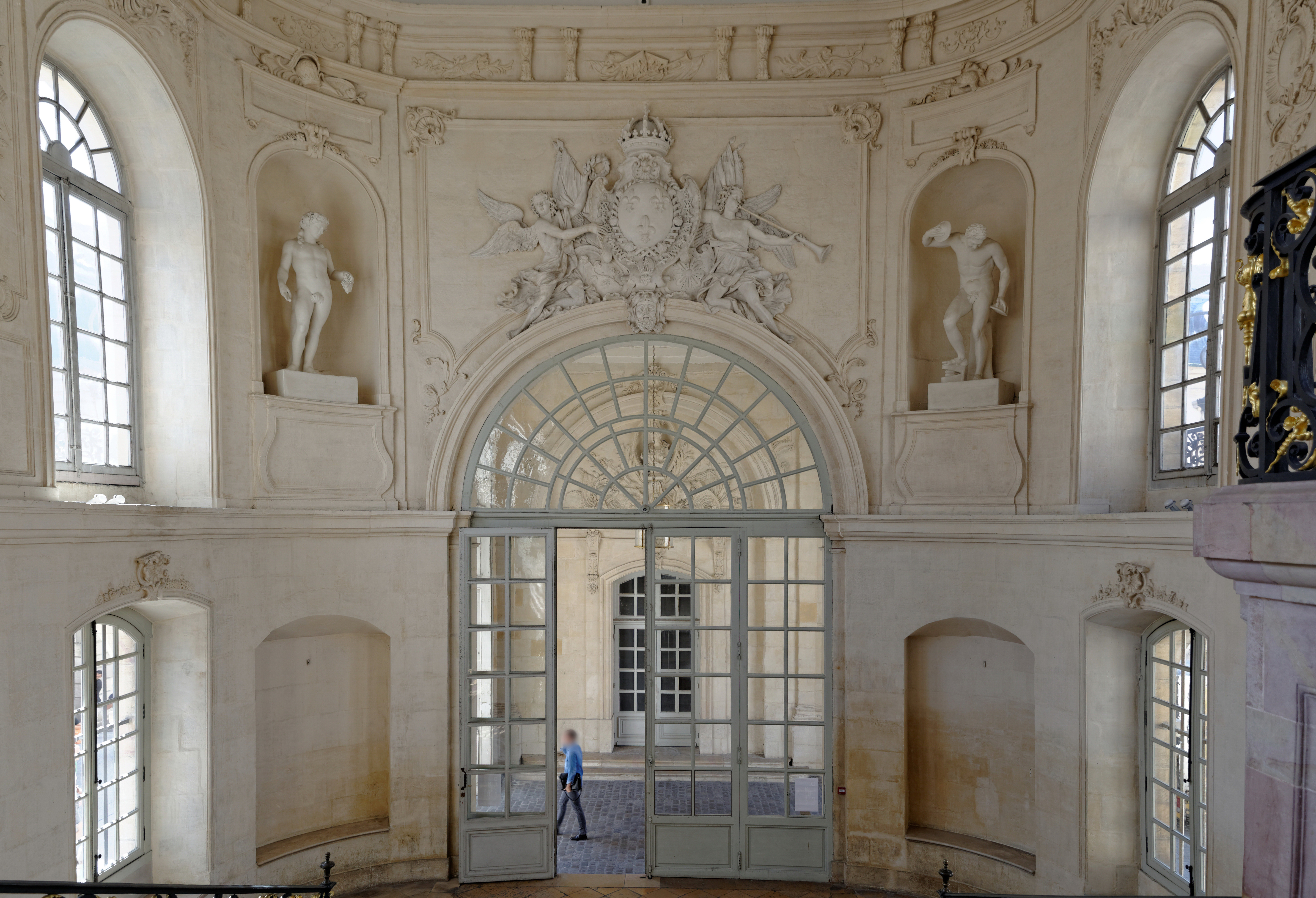
Vue de la porte depuis l'escalier
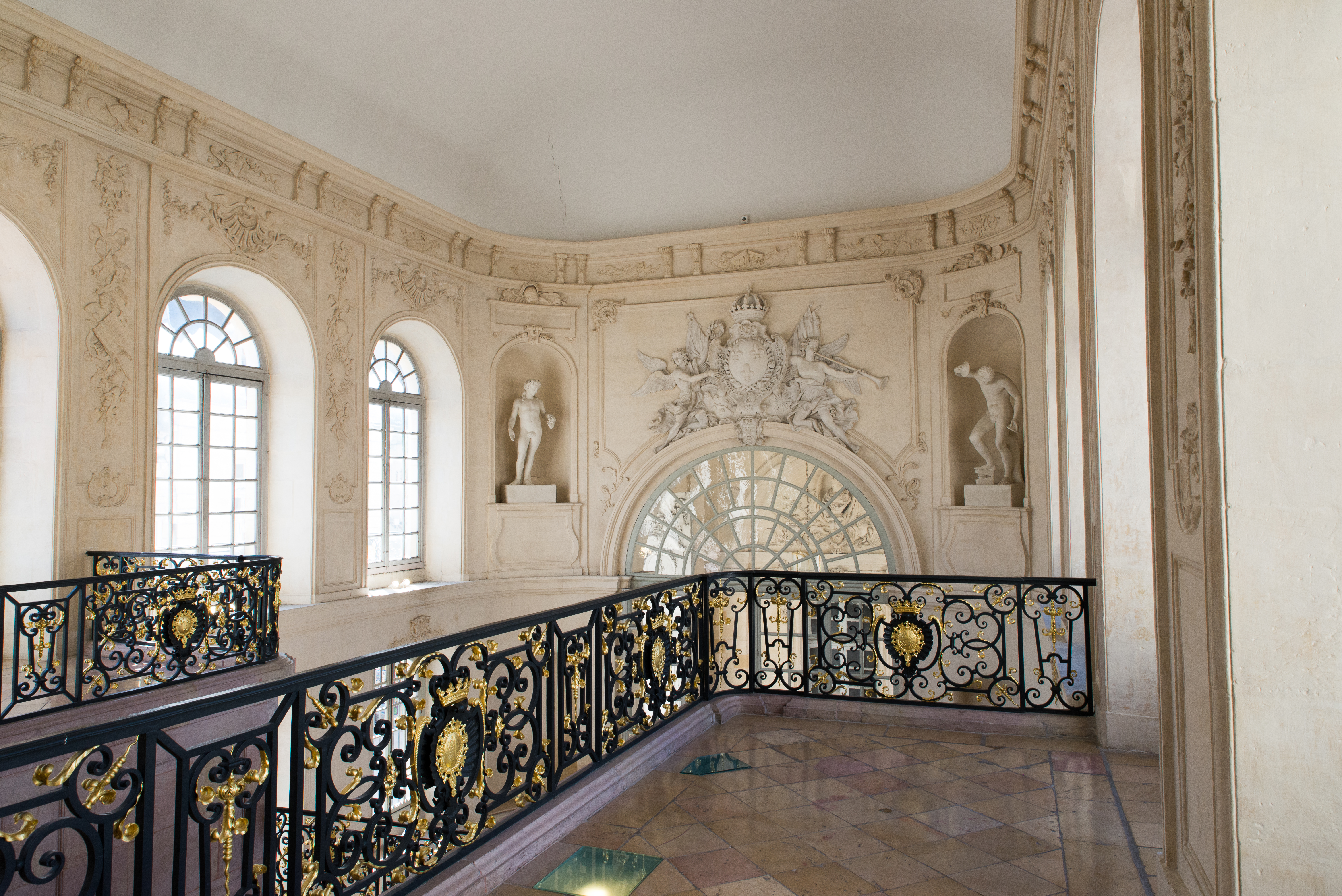
Vue de la porte, depuis une tribune
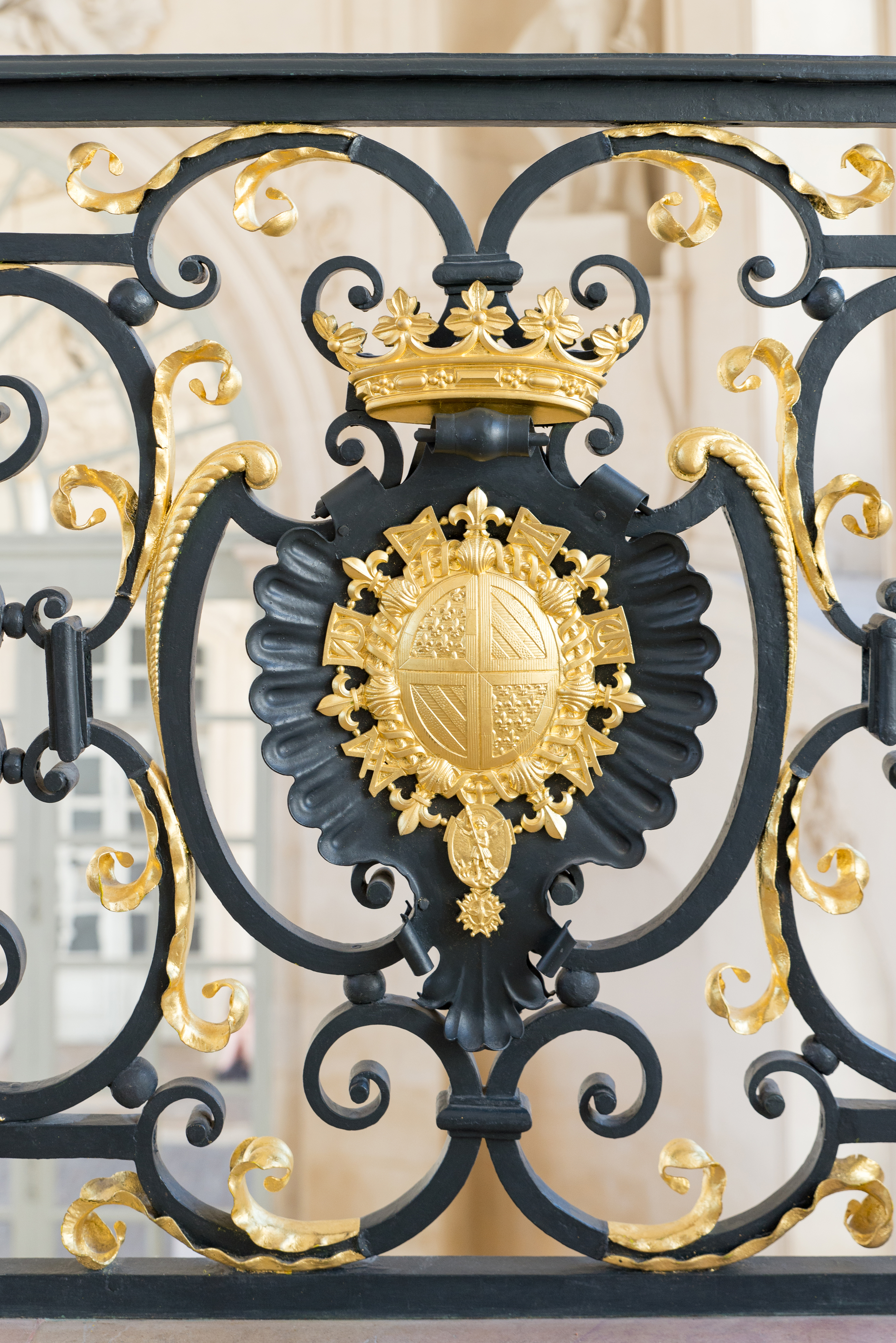
Détail de la rampe : blason de la Bourgogne
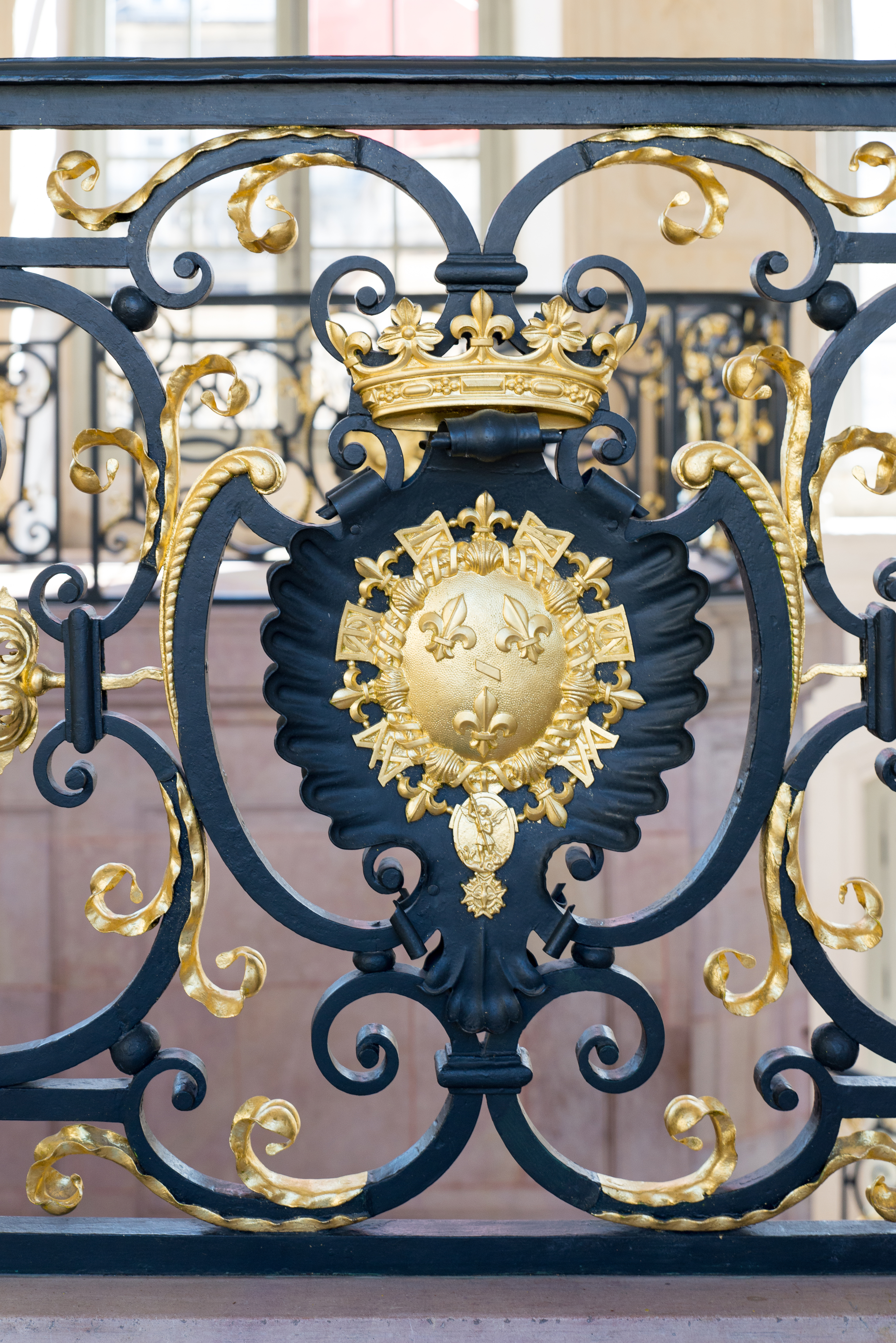
Détail de la rampe : blason des Condé